# Spondylidae
Famille
Les Spondylidae sont une famille de mollusques bivalves épineux de l'ordre des Ostreoida.

## Liste des genres
Selon World Register of Marine Species (9 décembre 2018), cette famille ne contient qu'un seul genre :

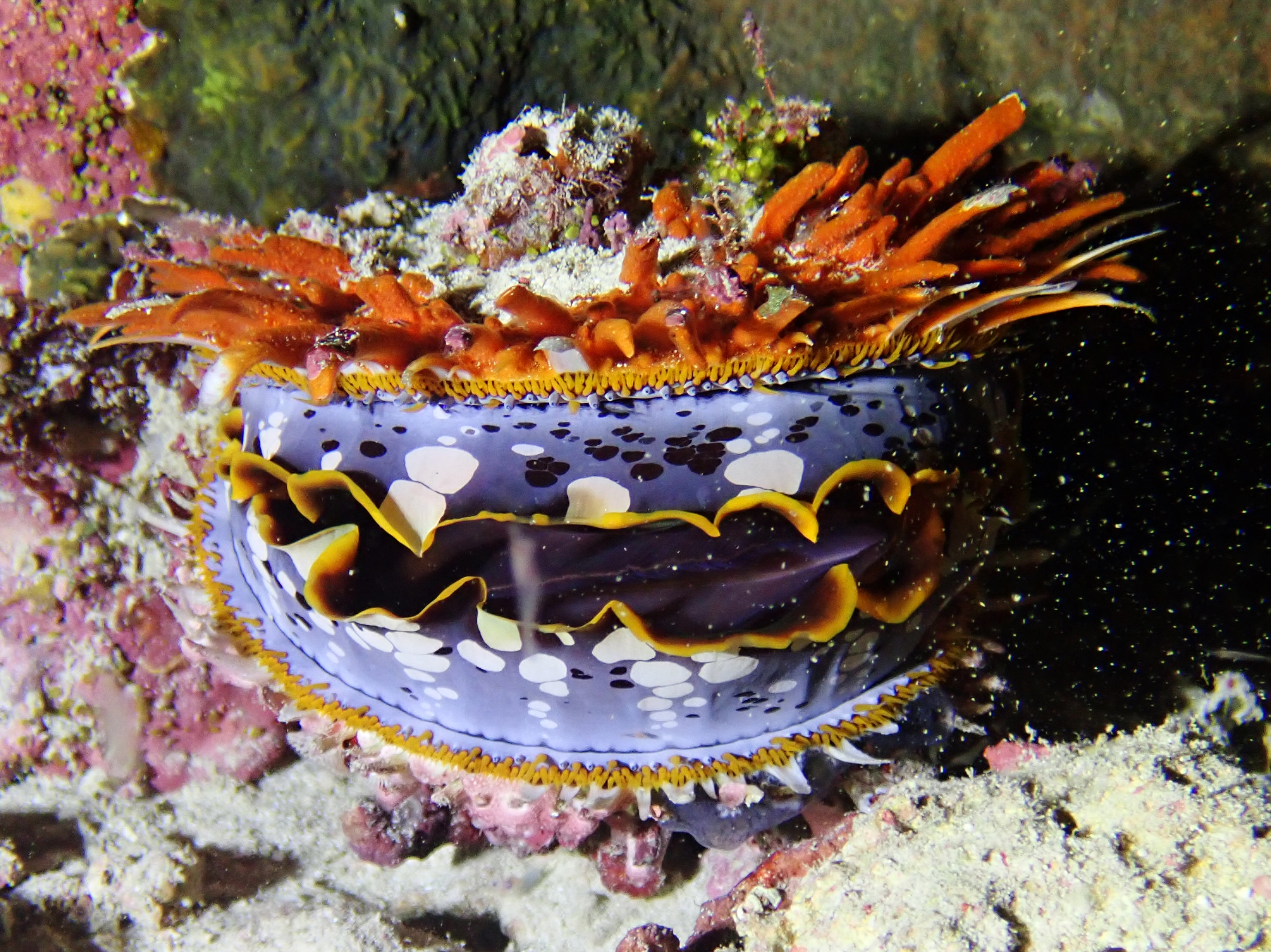
Spondylus varius vivant, à Mayotte

- genre Spondylus Linnaeus, 1758